# Baia di Narragansett
La baia di Narragansett è una baia dello stretto del Rhode Island generato dalla chiusura, costituita dall'isola di Aquidneck, della parte sud del canale che divide le tre isole maggiori dello stretto. Il promontorio sul quale è ubicato il doppio porto di Newport si protende verso la seconda isola del Sound, Conanicut, chiudendo così la baia di Narragansett. Essa si estende per 380 km2, di cui 312 nel Rhode Island e il rimanente nel Massachusetts. 
Nella baia sfociano i fiumi Providence, Warren, Taunton, Sakonnet e Kickamuit. Vi si affaccia la città di Providence, capitale dello stato del Rhode Island.